# N90 (Nederland)
De N90 was volgens de wegnummering 1957 de Nederlandse weg van Meppel naar Leeuwarden. De weg liep volledig over de Rijksweg 32.
In 1957 werd het E-wegenstelsel ingevoerd in een aantal landen in West-Europa, waaronder Nederland. Niet alle belangrijke wegen kregen een Europees E-nummer. De belangrijke wegen zonder E-nummer kregen een nationaal N-nummer. Hiervoor werd de serie N89-N99 gebruikt om ervoor te zorgen dat de nummers niet overlapten met de (toen nog slechts administratieve) rijkswegnummers die van 1 tot en met 82 liepen.
Zo kreeg de weg van Meppel via Heerenveen naar Leeuwarden het nummer N90. In Meppel sloot de N90 aan op de oude E35 tussen Zwolle en Groningen en in Leeuwarden op de oude E10 tussen de Afsluitdijk en Groningen.
De N-nummering was geen groot succes. In 1978 werd de nieuwe N-nummering ingevoerd. Daarbij kreeg de N90 het nummer N32. Later is de weg omgebouwd tot autosnelweg en kreeg deze het nummer A32.
 ·  ·  ·  ·  ·  ·  ·  ·  ·  · 